# Thạch Thắng
Thạch Thắng là một xã thuộc thành phố Hà Tĩnh, tỉnh Hà Tĩnh, Việt Nam.
Xã Thạch Thắng có diện tích 8,37 km², dân số năm 1999 là 4889 người, mật độ dân số đạt 584 người/km².